# アルヴァルディ
アルヴァルディ(Alvaldi)（オルヴァルディ(Olvaldi, Ölvaldi)とも）は、北欧神話に登場する巨人である。
彼の息子がスィアチで、スィアチの娘スカジから見れば祖父にあたる。
他にイジとガングという息子がいるとされる。
アルヴァルディは大変な資産家で、莫大な黄金を持っていた。彼が死んだ後に息子達が遺産を分けた。息子達は秤を使う代わりに、自分たちの口に同じ回数ずつ黄金を詰めたという。この出来事によって黄金のケニング「巨人の口数え」が生まれたといわれている。
他にも「巨人たちのことば」「巨人の声またはことば」というケニングもある。